# Jordan Pickford
Jordan Lee Pickford (n. 7 martie 1994, Washington, Tyne and Wear, Anglia, Regatul Unit) este un fotbalist englez care evoluează pe postul de portar la Everton FC.
Pickford a jucat anterior pentru academiile, rezervele și echipele de vârf ale lui Sunderland, și diferite împrumuturi la Darlington, Alfreton Town, Burton Albion, Carlisle United, Bradford City și Preston North End. A semnat cu Everton pentru o sumă de 25 de milioane de lire sterline în iunie 2017.